# Анастасиос Палатидис
Анастасиос Палатидис (на гръцки: Αναστάσιος Παλλατίδης) е гръцки учен лекар и общественик.

## Биография
Палатидис е роден в 1788 или в 1800 година в Мелник, тогава в Османската империя. Учи в родния си град, след това в Сяр. Когато е на петнадесет години, отива при чичо си в Букурещ и учи в известната гръцка академия при Ламброс Фотиадис. Фотиадис препоръчва на дядо му да го изпрати във Виена, за да учи в университета там. След като завършва медицина във Виенския университет, Палатидис става асистент на професор Грагер, личен лекар Хабсбургското императорско семейство и след смъртта му наследява поста.
Пише учебници по латински, както и гръцко-латински речник.
Палатидис обръща внимание на родния си Мелник. След като разбира за тежкия режим, който местният управител Мустафа бей е установил в града, пише протестно писмо до султана в Цариград, който за да не разваля отношенията си с Виена, оттегля Мустафа бей от Мелник. Построява нова триетажна сграда за училището в родния Мелник. Той го субсидира и в завещанието си от 18 януари 1848 година му оставя цялото си богатство. След като Мелник попада в България и гръцките му жители се изселват предимно в останалия в Гърция Валовища, издръжката продължава да отива в Мелник. След оплакване на мелничани, Международният съд в Хага постановява издръжката да се пренасочи към Валовища и сега се получава от Валовищката мелнишка гимназия.
Палатидис умира на 26 юли 1848 година.
Името му носи улица във Валовища (Сидирокастро).